# Karabük
Karabük è una città della Turchia, situata nella parte settentrionale dell'Anatolia, capoluogo della provincia omonima.